# Polsk (sprog)
 For alternative betydninger, se Polsk. (Se også artikler, som begynder med Polsk)
Det polske sprog (język polski eller polszczyzna på polsk) er et af de vestslaviske sprog og dermed et indoeuropæisk sprog. Polsk er tæt beslægtet med andre blandt andet tjekkisk, slovakisk og sorbisk.
Det er det officielle sprog i Polen og tales af ca. 65 millioner mennesker. Der findes betydelige polsktalende mindretal i bl.a. Litauen, Hviderusland, Ukraine, Tjekkiet, Letland, Brasilien, Tyskland, Frankrig, Canada og USA.
Det ældste kendte dokument  indeholdende polsk sprog er  en pavelig bulle i form af en bekendtgørelse fra pave Innocent 2. fra  1136, Ex commisso nobis (latin: "Fra det embede, der er pålagt os")  Det er også kendt som Bullen fra Gniezno.

## Det polskealfabet
- aA ąĄ bB cC ćĆ dD eE ęĘ fF gG hH iI jJ kK lL łŁ mM nN ńŃ oO óÓ pP qQ rR sS śŚ tT uU vV wW xX yY zZ źŹ żŻ
- bogstaver, som ikke findes i dansk er: ą, ć, ę, ł, ń, ó, ś, ź og ż
- der bruges også dobbelte bogstaver: ch, cz, dz, dź, dż, rz, sz.

## Polske dialekter
Det polske sprog blev langt mere homogent i anden halvdel af 1900-tallet, dels på grund af migration af polakker fra den østlige til den vestlige del af landet efter Sovjetunionens besættelse af områderne i 1939, og Polens overtagelse af tidligere tyske områder efter 2.verdenskrig.
Indbyggerne i de forskellige regioner i Polen taler stadig standardpolsk med små forskelle, selv om forskellene mellem disse brede "dialekter" er småt. Polakker med polsk som modersmål oplever ingen problemer i gensidig forståelse, ligesom udlændinge har vanskeligt ved at skelne de regionale forskelle.
De regionale forskelle svarer til de gamle stammeopdelinger fra for omkring tusind år siden, de vigtigste af disse med hensyn til antallet af talere er:
- Schlesisk der tales i den sydvestlige del (nogle betragter schlesisk som et selvstændigt sprog)
- Storpolsk dialekt der tales i de vestlige dele af Polen
- Lillepolsk dialekt der tales i den sydlige og sydøstlige dele af Polen
- Masovisk dialekt der tales i hele de centrale og østlige dele af Polen
- Lviv dialekt – næsten uddød

## Historiske geografiske udbredelse
Som et resultat af 2.verdenskrig blev Polens grænser ændret væsentligt. Ændringen af grænserne var ledsaget af en række folkevandringer: Tysk udvisning af polakker ifølge Generalplan Ost, Polsk udvisning af 140.000 ukrainere i 1947 ifølge Operation Wisła og etnisk udrensning: Ukrainske fascisters drab på over 100.000 polakker i Volhynien resulterede i betydelige demografiske ændringer. Polske områder der ifølge Jaltakonferencen tilfaldt Sovjetunionen efter 2. verdenskrig betød at områderne med de store ukrainske og hviderussiske mindretal, besat af Polen efter 1. verdenskrig, blev indlemmet i Hviderusland og Ukraine og de polske mindretal i områderne blev flyttet til det nye Polen.

### Ordbøger
- Grzegorz Okoniewski (1999), Dansk-polsk juridisk-merkantil ordbog, København: Gads Forlag, ISBN 87-12-03250-6, OL 30122921M, Wikidata  Q100292819